# Bundesstraße 392
Pour les articles homonymes, voir Route 392.
La Bundesstraße 392 est une Bundesstraße du Land de Mecklembourg-Poméranie-Occidentale. 

## Géographie
La Bundesstraße commence au croisement avec la B 321 à Crivitz et traverse Wessin, Kladrum, Zölkow, Mestlin et Techentin jusqu'au croisement avec la B 192 à Goldberg.

## Histoire
Elle est créée le 1er janvier 2016 par la requalification de l'ancienne Landesstraße 15.

## Source
- (de) Cet article est partiellement ou en totalité issu de l’article de Wikipédia en allemand intitulé « Bundesstraße 392 » (voir la liste des auteurs).

1. ↑  (de) Mett, « Straßentausch geht über die Bühne », Schweriner Volkszeitung,‎ 1er décembre 2015 (lire en ligne)